# لياندرو سيلفا
لياندرو سيلفا (بالبرتغالية: Leandro da Silva‏) (22 سبتمبر 1988 بسوروكابا في البرازيل - ) هو لاعب كرة قدم برازيلي في مركز الدفاع. لعب مع نادي سانتوس ونادي فيغورينسي ونادي إيتوانو وGuaratinguetá Futebol ‏ ونادي أمريكا ونادي اتلتيكو سوروكابا.

## وصلات خارجية
- لياندرو سيلفا على موقع قاعدة بيانات كرة القدم.إي يو (الإنجليزية)
- لياندرو سيلفا على موقع Soccerway.com (الإنجليزية)
- لياندرو سيلفا على موقع عالم كرة القدم.نت (الإنجليزية)